# Miguel García-Baró López
Miguel García-Baró López (Madrid, España, 13 de mayo de 1953) es un filósofo español. Miembro de la Real Academia de Ciencias Morales y Políticas de España. Fue catedrático en la Universidad Complutense de Madrid y en la Universidad Pontificia de Comillas.

## Biografía
Es miembro de la Real Academia de Ciencias Morales y Políticas y coordinador del Proyecto Repara, para la prevención de abusos y la atención de las víctimas.
Su punto de partida filosófico se sitúa en la fenomenología de Edmund Husserl, cuyas ideas se exponen en muchas de sus obras. Además, se ha interesado en la filosofía de Kierkegaard, Levinas, Michel Henry, y Platón, así como en el pensamiento judío.

## Obras
- La verdad y el tiempo. Salamanca: Sígueme, 1993. 294 pp. ISBN 84-301-1202-2.
- Categorías, intencionalidad, y números. Madrid: Tecnos, 1993. 300 pp. ISBN 84-309-2329-2.
- Ensayos sobre lo absoluto. Madrid: Caparros, 1993. 200 pp. ISBN 9788487943119.
- Edmund Husserl. Madrid: Ediciones del Orto, 1997. 96 pp. ISBN 84-7923-116-5.
- (et al.) Qué le pedirías a la Iglesia. Barcelona: SM, 1998. 32 pp. ISBN 978-84-348-6103-9.
- Introducción a la teoría de la verdad. Madrid: Síntesis, 1999. 272 pp. ISBN 978-84-7738-688-9.
- Vida y mundo. La práctica de la fenomenología. Madrid: Trotta, 1999. 320 pp. ISBN 978-84-8164-292-6.
- (et al.) Experiencia religiosa y ciencias humanas. Promoción Popular Cristiana. 160 pp. ISBN 978-84-288-1709-7.
- De Homero a Sócrates. Invitación a la Filosofía. Salamanca: Sígueme, 2004. 206 pp. ISBN 84-301-1533-1.
- (ed. lit.) Pensar la solidaridad. Madrid: Universidad Pontificia de Comillas, 2004. 514 pp. ISBN 978-84-8468-124-3.
- Filosofía socrática. Salamanca: Sígueme, 2005. 158 pp. ISBN 9788430115594.
- (et al.) El cristianismo, una propuesta con sentido. Madrid: Biblioteca Autores Cristianos, 2005. 256 pp. ISBN 978-84-7914-781-5.
- La defensa de Sócrates. Salamanca: Sígueme, 2005. 183 pp. ISBN 978-84-301-1552-5.
- Del dolor, la verdad y el bien. Salamanca: Sígueme, 2006. 320 pp. ISBN 978-84-301-1611-9.
- La compasión y la catástrofe. Ensayos de pensamiento judío. Salamanca: Sígueme, 2007. 368pp. ISBN 978-84-301-1645-4.
- De estética y mística. Salamanca: Sígueme, 2007. 304pp. ISBN 978-84-301-1659-1.
- (coord.) Pensar la compasión. Madrid: Universidad Pontificia de Comillas, 2008. 252 pp. ISBN 978-8484680086.
- (et al.) Memòria del segle XX. Idees per al futur. Lleida: Pagès, 2008. 104 pp. ISBN 978-84-9779-640-8.
- El bien perfecto. Invitación a la filosofía platónica. Salamanca: Sígueme, 2008. 304 pp. ISBN 978-84-301-1681-2.
- Teoría fenomenológica de la verdad. Comentario continuo a la primera edición de Investigaciones Lógicas, de Edmund Husserl Tomo I: Prolegómenos a la Lógica Pura. Madrid: Universidad Pontificia de Comillas, 2008. 154 pp. ISBN 978-84-8468-245-5.
- Sócrates y herederos. Introducción a la historia de la filosofía occidental. Salamanca: Sígueme, 2009. 320 pp. ISBN 978-84-301-1712-3.
- Gorgias. Salamanca: Sígueme, 2010. 224pp. ISBN 978-84-301-1753-6 .
- (et al.) De nobis ipsis silemus. Homenaje a Juan Miguel Palacios. Madrid: Encuentro, 2010. 640 pp. ISBN 978-84-9920-023-1.
- La muerte, el amor y otros aprendizajes. Madrid: Universidad Pontificia de Comillas, 2011. 32 pp. ISBN 978-84-8468-356-8.
- Sentir y pensar la vida. Ensayos de fenomenología española. Madrid: Trotta, 2012. 224 pp. ISBN 978-84-9879-248-5.
- Elementos de antropología filosófica. Morelia: Jitanjáfora, 2012. 228 pp. ISBN 978-607-95854-3-3.
- La filosofia com a dissabte. Barcelona: Cruïlla, 2013. 118 pp. ISBN 978-84-661-3378-4.
- Descartes y herederos. Salamanca: Sígueme, 2014. 224 pp. ISBN 978-84-301-1863-2.
- Husserl y Gadamer. Fenomenología y hermenéutica. Madrid: Batiscafo, 2015. 144 pp.
- (et al.) Sócrates. La muerte del hombre más justo. Madrid: Avarigani, 2015. 237 pp. ISBN 978-84-941037-8-0.
- La filosofía somo sábado. Boadilla del Monte: PPC, 2016. 184 pp. ISBN 978-84-288-2989-2.
- Las almas, el mundo y Dios. Madrid: Universidad San Dámaso, 2017. 35 pp. ISBN 978-84-16639-41-0.
- Kant y herederos. Salamanca: Sígueme, 2019. 240 pp. ISBN 978-84-301-2023-9.
- La templanza y la prudencia. Salamanca: Sígueme, 2020. 288 pp. ISBN 978-84-301-2071-0.